# Rudolf Brandt
Rudolf Hermann Brandt, född 2 juni 1909 i Frankfurt an der Oder, död 2 juni 1948 i Landsberg am Lech, var en tysk promoverad jurist och SS-Standartenführer. Han var Heinrich Himmlers personlige assistent (Persönlicher Referent vom Reichsführer-SS) och departementsråd i riksinrikesministeriet.

## Biografi
Brandt var från december 1933 verksam vid Reichsführer-SS Heinrich Himmlers personliga stab. Från år 1936 var han Himmlers personlige assistent och kom med tiden att kallas "Himmlers högra hand". Han var delaktig i administreringen av de medicinska experiment som utfördes på fångar i Nazitysklands koncentrationsläger. Bland annat bar han ansvar för att minst 86 judar mördades för att deras skelett skulle ingå i professor August Hirts samling i Strassburg.
Brandt ställdes inför rätta vid Läkarrättegången 1946–1947 och dömdes till döden. Han avrättades genom hängning.
Rudolf Brandt förekommer i Jonathan Littells roman De välvilliga.